# Michael Arndt
Michael Arndt (ur. 11 listopada 1965 w Harris County) – amerykański scenarzysta filmowy. Laureat Oscara za najlepszy scenariusz oryginalny do filmu Mała miss (2006).
Studiował na Uniwersytecie Nowojorskim. Był m.in. asystentem aktora Matthew Brodericka. W 2006 dał się poznać jako autor scenariusza komediodramatu Małej miss. Niezależna produkcja opowiadająca o dysfunkcyjnej rodzinie wspierającej kilkuletnią dziewczynkę w drodze na konkurs piękności została nagrodzona dwoma Oscarami, a jednego z nich otrzymał Arndt.

## Filmografia
- 2006: Mała miss
- 2010: Toy Story 3
- 2012: Merida waleczna (dodatkowy materiał do scenariusza)
- 2013: Niepamięć
- 2013: Igrzyska śmierci: W pierścieniu ognia
- 2015: W głowie się nie mieści (dodatkowy materiał)
- 2015: Piknik z niedźwiedziami
- 2015: Gwiezdne wojny: Przebudzenie Mocy